# Castellnou de Peramea
Castellnou de Peramea es un antiguo pueblo del municipio de Bajo Pallars, en la comarca leridana de Pallars Sobirá. Está situado en el extremo oriental del término, en los contrafuertes SO de la Sierra de Mollet, y a la izquierda del barranco de San Sebastián. En 2013 tenía 2 habitantes.
El acceso a la población desde el valle de la Noguera Pallaresa se realiza a partir del desvío que en el punto kilométrico 295'2 de la N-260 enlaza y lleva a todos los pueblos del municipio situados en el margen izquierdo del río. 
En lo alto de un monte, a 1614 m de altitud, se encuentran los restos de un antiguo poblado y su castillo. Este lugar es llamado desde ya hace tiempo popularmente como Cases Velles (casas viejas). Su situación era estratégica en el camino, importante en su momento, que comunicaba 
los condados de Pallars Sobirá y de Urgel.

## Castellnou en el Madoz
Castellnou de Peramea aparece citado en el Diccionario geográfico-estadístico-histórico de España y sus posesiones de Ultramar, obra de Pascual Madoz. Por su gran interés documental e histórico, se transcribe a continuación dicho artículo sin abreviaturas y respetando la grafía original y los posibles errores.

CASTELLNOU DE PEREMEA: casa de campo agregada á la jurisdiccion de Bahent en la provincia de Lérida, partido judicial de Sort. SITUADA en una altura algo llana y rodeada de montañas; le combaten todos los vientos; el clima es frio y produce inflamaciones y catarrales; tanto en lo civil como en lo eclesiástico y económico está incorporada al pueblo mencionado; las aguas que en el pueblo se encuentran son fuertes y de buena calidad. CONFINA por norte Taus; este Castells; sur San Sebastia de Buseu; y oeste Junent; el terreno es montuoso y flojo; y el principal monte que en él se encuentra llamado Mollet, distante una hora por la parte norte pertenece al señor duque de Medinaceli. Los CAMINOS en mal estado conducen a Gerri y Seo de Urgel; la correspondencia se recibe en el primero de estos dos puntos. PRODUCTOS: centeno, patatas, ganado lanar y vacuno; hay caza de perdices, liebres y aves de paso. POBLACIÓN: 1 vecino y 12 almas. 
CAPITAL IMPONIBLE: 5248 reales. CONTRIBUCIÓN: el 14'28 por 100 de esta riqueza.